# Maciej Kaca
Maciej Kaca (ur. 3 maja 1973) – polski koszykarz, występujący na pozycjach silnego skrzydłowego lub środkowego, trzykrotny mistrz polski ze Śląskiem Wrocław.

## Osiągnięcia
Drużynowe
- Mistrz Polski (1993, 1994, 1996)